# Sint-Elisabethkerk (Gent)

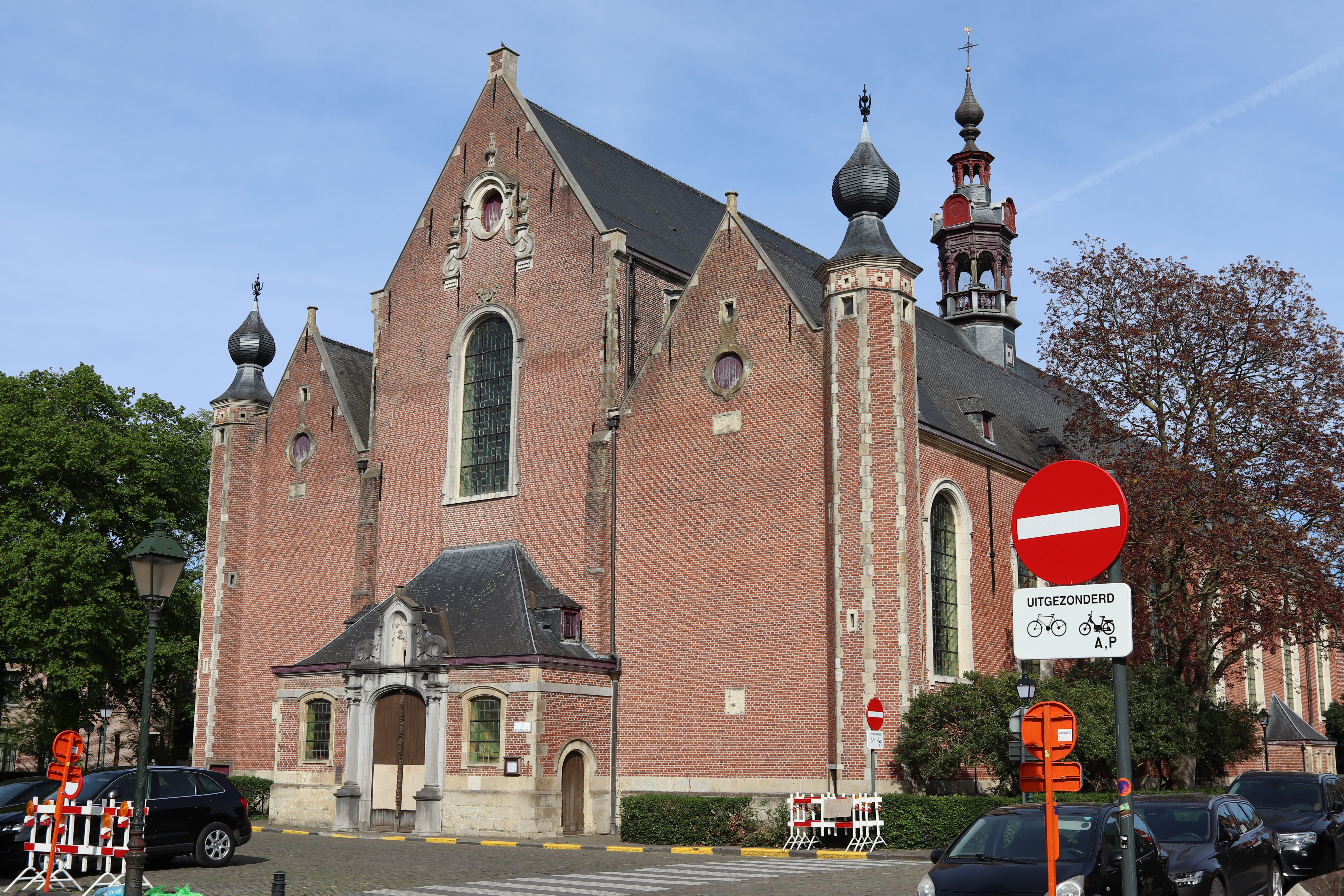
De Sint-Elisabethkerk

De Sint-Elisabethkerk is een kerkgebouw in de Belgische stad Gent. De kerk maakt deel uit van het Groot Begijnhof Sint-Elisabeth. De kerk is toegewijd aan Elisabeth van Hongarije.
Deze kerk, die tot 1874 werd gebruikt door begijnen, werd later een parochiekerk. Zij verhuisden naar het Groot Begijnhof Sint-Amandsberg. Anno 2019 is het een kerk voor anglicanen.

## Bouwgeschiedenis
Oorspronkelijk stond hier een basicaal kerkgebouw in Scheldegotiek met zes traveeën, een schip, twee zijbeuken en een priesterkoor.
Tijdens de periode van de contrareformatie kende de kerk twee verbouwingsfases (1636-1642 en 1682-1684) wegens de toegenomen begijnenpopulatie waardoor de kerk eerder het uitzicht kreeg van een hallenkerk. Om de wankele kerktoren te ondersteunen werd het schip verhoogd waarop men een dakruiter plaatste.

## Galerij

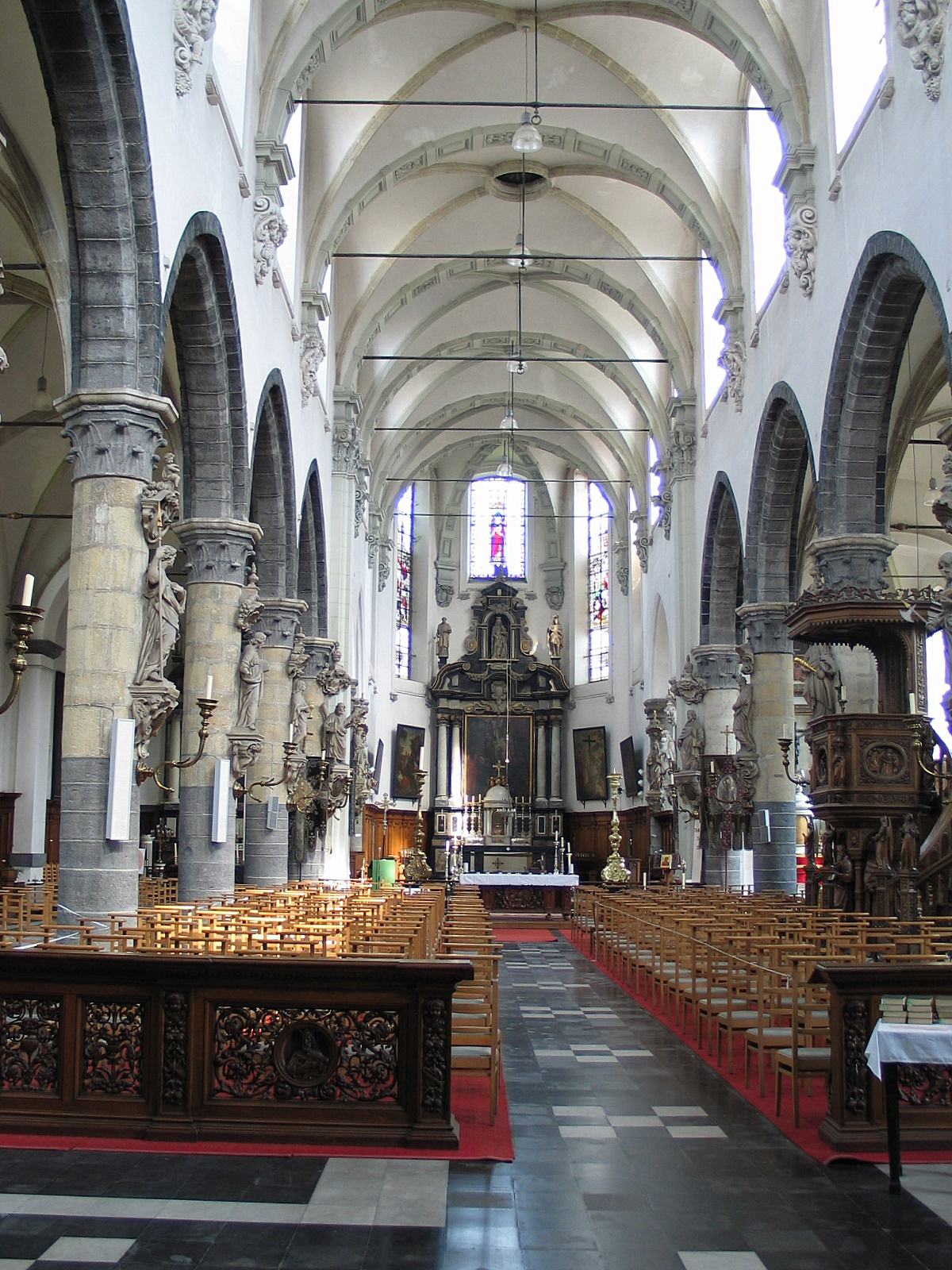
Interieur
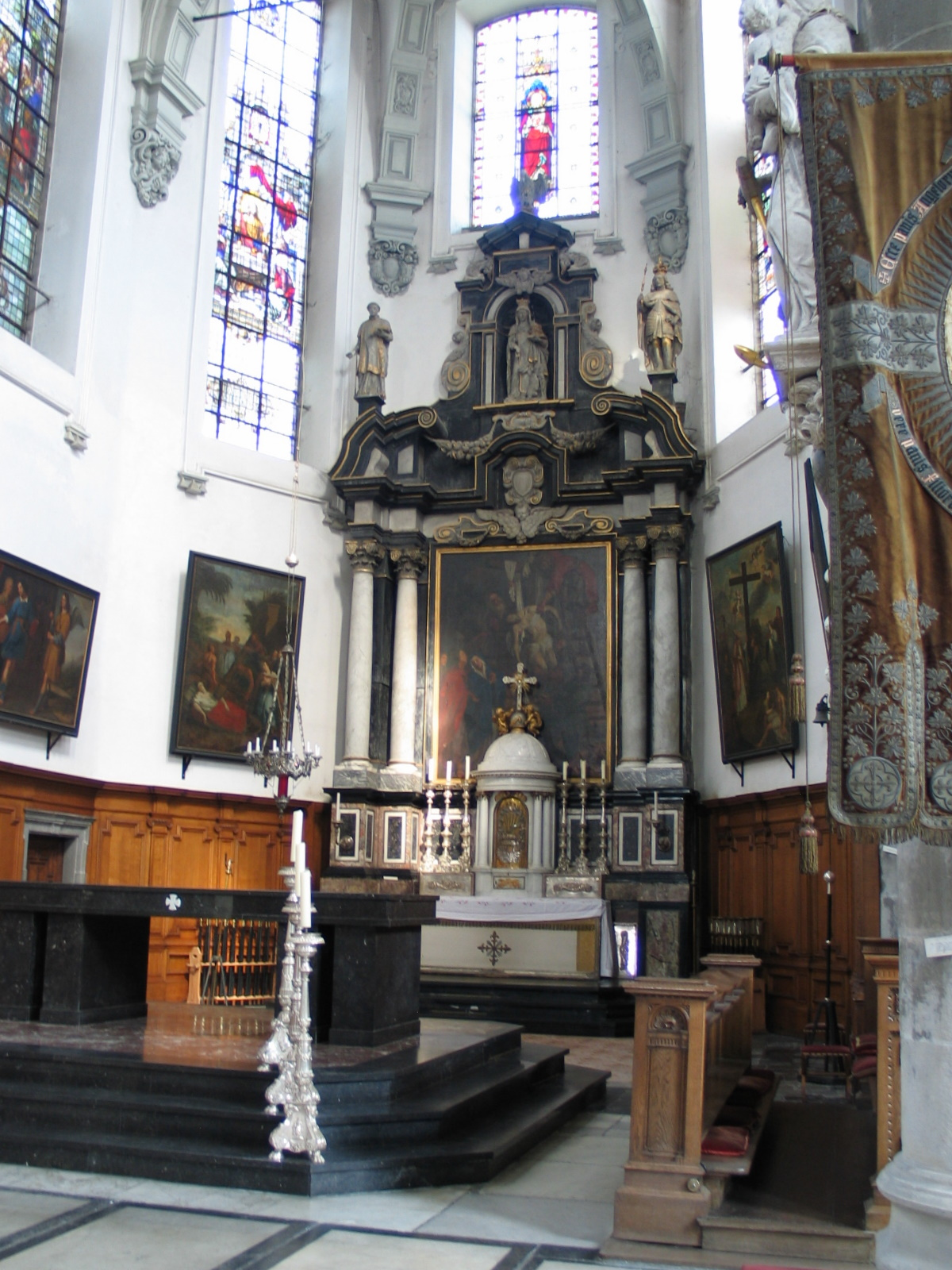
Het priesterkoor en altaar
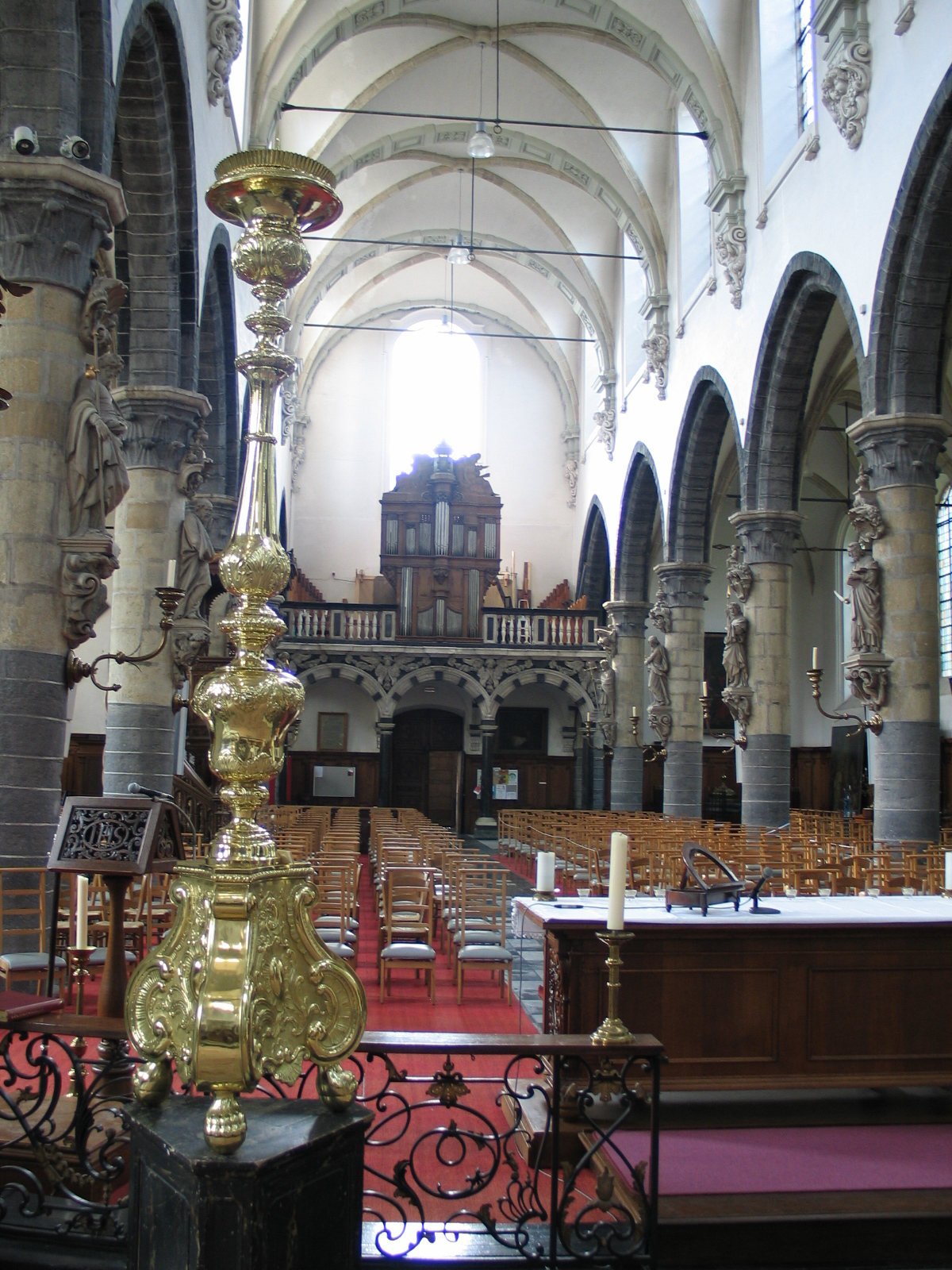
Het kerkschip en het kerkorgel